# جيمس ريا بنسون
جيمس ريا بنسون (بالإنجليزية: James Rea Benson)‏ هو سياسي كندي، ولد في 21 يناير 1807 في جزيرة أيرلندا في المملكة المتحدة، وتوفي في 18 مارس 1885. حزبياً، نشط في Liberal-Conservative Party ‏. وقد انتخب عضو مجلس الشيوخ الكندي وانتخب عضو مجلس العموم الكندي.